# Pinarolo Po
Pinarolo Po ist eine norditalienische Gemeinde (comune) mit 1667 Einwohnern (Stand 31. Dezember 2023) in der Provinz Pavia in der Lombardei. Die Gemeinde liegt etwa 13,5 Kilometer südsüdöstlich von Pavia in der Oltrepò Pavese.

## Geschichte
Möglicherweise handelte es sich ursprünglich um ein römisches Landgut.

## Verkehr
Der Bahnhof von Pinarolo Po liegt an der Bahnstrecke Pavia–Stradella.

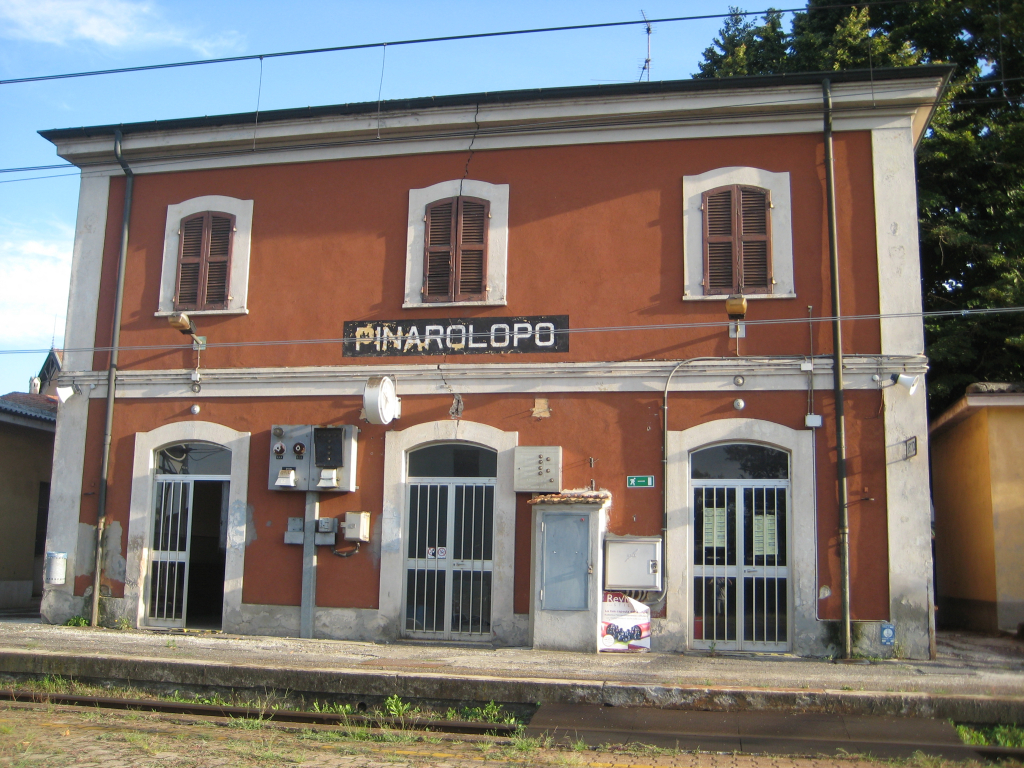
Der Bahnhof von Pinarolo Po

## Persönlichkeiten
- Massimo Silva (* 1951), Fußballspieler und -trainer